# Love You To
A Love You To a The Beatles dala az 1966-os Revolver albumról. George Harrison írta a dalt. Ez volt az első kísérlet az együttesen belül, hogy indiai zene stílusban rögzítsenek egy számot.
A dal munkacíme Granny Smith volt. Eredetileg a szöveg Harrison felesége, Pattie Boyd számára írt szerelmi vallomását tartalmazza. John Lennon egy 1980-as interjúban azonban elmondta, hogy a dal szövege Paul McCartney megkésett LSD-kísérletéről szól. Később ezt McCartney is megerősítette.
A felvételi munkákra 1966 áprilisában került sor. Lennon kivételével mindenki más részt vett a munkában. Erdetileg a dal egy részén McCartney énekelt volna háttérvokált, de ezt később kivágták. A felvételen indiai hangszerek is megszólalnak (szitár, tabla). Utóbbi hangszert egy Anil Bhagwat nevű művész szólaltatja meg, aki Harrison kérésére Ravi Shankar stílusában játszott.

## Közreműködött
Ian MacDonald állítása szerint:

### The Beatles
- George Harrison – sokszorozott ének, akusztikus gitár, elektromos gitár, szitár
- Paul McCartney – vokál
- Ringo Starr – csörgődob

### További közreműködő
- Anil Bhagwat – tablá
- más, ismeretlen indiai muszikusok – szitár, tambura

## Fordítás
Ez a szócikk részben vagy egészben  a   Love You To című angol Wikipédia-szócikk fordításán alapul.  Az eredeti cikk szerkesztőit annak laptörténete sorolja fel. Ez a jelzés csupán a megfogalmazás eredetét és a szerzői jogokat jelzi, nem szolgál a cikkben szereplő információk forrásmegjelöléseként.

## Jegyzet
1. ↑  Barry Miles. Paul McCartney. Cartaphilus Kiadó, 324. o. (2009)
2. ↑  Kessler, Jude Southerland: Love You To…???? (amerikai angol nyelven). The Fest for Beatles Fans. (Hozzáférés: 2025. február 8.)
3. ↑  Marsi József. Beatles kódex, 79. o. (2022)
4. ↑  Ian MacDonald. A fejek forradalma. Helikon Kiadó, 250. o. (2015)
5. ↑  Love You To (song) (angol nyelven). The Paul McCartney project. (Hozzáférés: 2025. február 8.)
6. ↑  Bánosi György, Tihanyi Ernő. Beatles zenei kalauz, 59. o. (1999)
7. ↑  Ian MacDonald. A fejek forradalma, 249. o. (2015)